# Дизорфографія
Дизорфографія (англ. Dysorthography) або Легастенія (грец. λεγασθενεια, від грец. λέγω «розмовляти» та ασθένεια «слабкість, хвороба») — порушення правопису, яке супроводжує дислексію і є прямим наслідком фонологічного розладу. В американській класифікації Американської психіатричної асоціації та класифікації Всесвітньої організації охорони здоров'я це підтип специфічного розладу навчання з порушенням писемного мовлення.
До таких помилок належать орфографічні, синтаксичні та пунктуаційні помилки, що виникають під час письма слів та речень, написання яких керується орфографічними та пунктуаційними правилами правопису. Серед них велику групу становлять помилки на правопис ненаголошених голосних у корені слова: ("висна", "земовий"), дзвінких та глухих приголосних у середині слова ("ніхті", "лехкий"), неправильне вживання м'якого знаку для пом‘якшення приголосного в кінці та середині слів ( "маленкі" – "маленькі", "скріз"  –"скрізь", "спит" – "спить") та у сполученні "ьо" ( "багатох" – "багатьох"), вживання апострофа та багато інших помилок. 
Як показують дослідження, труднощі опановування орфографічними навичками обумовлюються не стільки незнанням орфографічних правил, скільки невмінням застосовувати їх на практиці. Даний процес засновується на плануванні розумової діяльності школяра.
Порівнюючи дизорфографії з дисграфіями, можна передбачити, що в обох випадках підґрунтям труднощів є несформованість метамовних навичок (операцій, які пов‘язані з усвідомленням основних лінгвістичних одиниць членування мовлення: речення, слово, склад, звук). При цьому, неповноцінність функції фонематичний аналіз призводить до дисграфії, а несформованість морфологічний аналіз – до дизорфографії  
Споріднений термін, дисграфія, означає розлад здатності до письма.